# 岐阜県立大垣特別支援学校
岐阜県立大垣特別支援学校（ぎふけんりつ おおがきとくべつしえんがっこう）は、岐阜県大垣市にある知的障害者を指導・援助する特別支援学校。2006年度から小学部に自閉症学級を設置した。

## 学校概要
- 創立 1974年（昭和49年）
- 学部
  - 小学部
  - 中学部
  - 高等部 普通科
- 所在地 大垣市大外羽1-227-1
- 校訓
  - 強く 明るく 仲良く
- 教育目的
  - 本校の教育は、児童生徒の障害に即したきめ細かい教育を行うことにより、一人一人の障害や発達段階、特性など個々の教育的ニーズに応じてその可能性を最大限に伸ばす。さらに「強く、明るく、仲良く」生きようとする意欲を高め、可能な限り社会に参加していくための基礎的・基本的な力を身につけ、自ら「生きる力」を培うことをねらいとする。

## 主な卒業生
- 荻下丈（アーティスト）[1]

## 沿革
- 1974年（昭和49年） 岐阜県立大垣養護学校として設立し、小学部・中学部を置く。
- 1980年（昭和55年） 高等部（普通課程）を置く。
- 2005年（平成17年） 高等部に職業コースを設置。
- 2006年（平成18年） 小学部に「自閉症学級」を設置。
- 2007年（平成19年） 大垣特別支援学校に校名変更

## アクセス
- 養老鉄道 養老線 「友江駅」より徒歩約15分
- 養老鉄道 養老線 「大外羽駅」より徒歩約10分